# Paolo Frisi
Paolo Frisi (13 de abril de 1728 - 22 de noviembre de 1784) fue un matemático y astrónomo italiano.

## Biografía

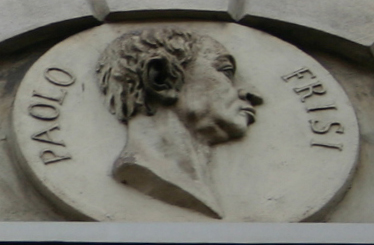
Paolo Frisi en Palazzo Beccaria, Milano.

Nacido en Milán, Frisi cursó sus estudios en el monasterio barnabita local y posteriormente en el de Padua. A los veintiún años de edad, compuso un tratado sobre la figura de la Tierra, y la reputación que adquirió poco después llevó a que el rey de Cerdeña le concediese el puesto de profesor de filosofía en la Universidad de Casale. Su amistad con Radicati, un hombre de ideas liberales, provocó que sus superiores clericales lo trasladasen a Novara, donde debió trabajar como predicador.
En 1753 fue elegido miembro de la Academia de Ciencias de París, y poco después comenzó a trabajar como profesor de filosofía en la Universidad Barnabita de San Alejandro en Milán. En esta época, un joven jesuita lo atacó cuando estaba realizando una disertación sobre la figura de la Tierra, lo que lo llevó a enemistarse con dicho grupo y a aliarse con sus enemigos, como Jean d'Alembert, Nicolas de Condorcet y otros enciclopedistas. En 1756 Leopoldo, Gran Duque de Toscana, le concedió el cargo de profesor de matemática en la Universidad de Pisa, donde permanecería durante ocho años. Al año siguiente fue nombrado socio de la Academia Imperial de San Petersburgo, y como miembro extranjero de la Real Sociedad de Londres; en 1758, pasó a ser miembro de la Academia de Berlín, en 1766 de la de Estocolmo y en 1770 de las Academias de Copenhague y Berna. Recibió, en numerosas ocasiones, distinciones por parte de varios nobles europeos, y la emperatriz María Teresa le otorgó una pensión anual de cien cequíes.
En 1764 ingresó como profesor de matemática en las escuelas palatinas de Milán, y obtuvo del papa Pío VI la autorización para convertirse en sacerdote secular. En 1766 visitó Francia e Inglaterra, y en 1768 Viena. Su conocimiento sobre hidráulica causó que fuese consultado con frecuencia con respecto al manejo de los canales y otros cursos de agua en varias partes de Europa. Fue debido a sus conocimientos que pudieron introducirse en Italia los pararrayos para la protección de los edificios.
En 1766, Frisi fue elegido como miembro extranjero de la Real Academia de las Ciencias de Suecia.
Falleció en Milán en 1784.

## Obras
- De moto diurno terrae

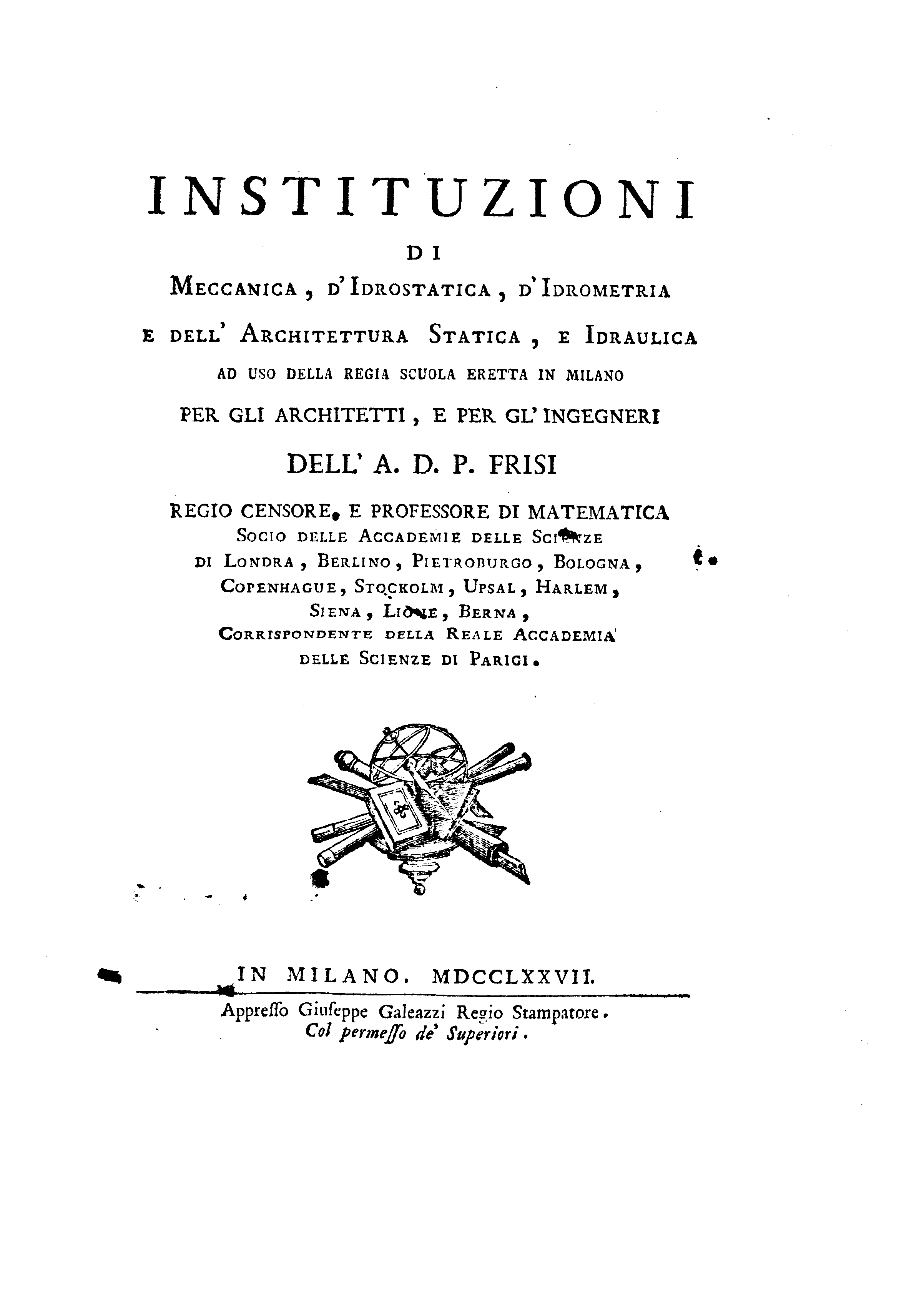
Instituzioni

- Del modo di regolare i fiumi, e i torrenti (1762)
- Instituzioni di meccanica, d'idrostatica, d'idrometria, e dell'architettura (1777)
- Algebra e geometrica analitica (1782)
- Meccanica (1783)
- Cosmografia fisica e matematica (1785)
- Saggio della morale filosofica
- Elogio di Galileo Galilei e di Bonaventura Cavalieri (1775)
- Traité des rivières et des torrents (traducción del francés, 1774)
- A treatise on rivers and torrents (traducción del inglés, publicada en 1818)